# Saskia von Brockdorff
Saskia Erika von Brockdorff (* 28. Oktober 1937 in Berlin) wurde als Tochter der antifaschistischen Widerstandskämpferin Erika Gräfin von Brockdorff und Zeitzeugin bekannt.

## Leben
Saskia von Brockdorff ist die Tochter von Erika Gräfin von Brockdorff und Cay-Hugo von Brockdorff. Ihre Mutter war in der antifaschistischen Widerstandsgruppe Rote Kapelle aktiv. Saskia von Brockdorff wuchs bei ihren Großeltern im damaligen Ostpreußen auf. Als sie fünf Jahre alt war, wurde ihre Mutter in Berlin-Plötzensee hingerichtet. Ihr Vater brachte sie in ein NS-Kinderheim, später in ein Internat. 
1946 kam der Vater aus der Kriegsgefangenschaft zurück. Ab 1948 lebte Saskia von Brockdorff in Kallinchen bei ihm und seiner zweiten Ehefrau, der Widerstandskämpferin und Schriftstellerin Eva Lippold. Vom Vater erfuhr Saskia von Brockdorff nichts über ihre Mutter. Es habe zu Hause keine Fotos, keine Erinnerungsstücke an sie gegeben.
1969 heiratete sie den Peruaner Luis de Núñez († 2011), der in der DDR Architektur studierte. Ein Jahr später wanderte sie mit ihm nach Lima aus, wo sie eine Stelle als Chefsekretärin bei dem westdeutschen Unternehmen Bayer fand. 1973 gingen sie zurück nach Deutschland in die Bundesrepublik. Die Familie wohnte in Coesfeld, wo de Núñez als Architekt arbeitete. 1979 trennte sie sich von ihm, zog nach Münster und lebt seit 2001 in Berlin.
Saskia von Brockdorff hatte keinen Brief ihrer Mutter zum Abschied erhalten. Sie quälte sich jahrzehntelang mit der Frage, warum sich die Mutter in solche Gefahr begeben und warum sie das Kind verlassen hatte.  In ihrem dokumentarischen Roman Wer wir sind erzählt Sabine Friedrich von der Kindheit Saskia von Brockdorffs und dem Trauma des Mädchens. 
Obwohl bereits 1970 vom Institut für Marxismus-Leninismus beim ZK der SED der Doppelband Deutsche Widerstandskämpfer 1933–1945. Biografien und Briefe mit einem Foto von Saskia auf dem Schoß ihrer Mutter und Auszügen aus einem Abschiedsbrief herausgegeben worden war, wurde erst nach der Wende der Abschiedsbrief an Saskia ausgehändigt, den Erika von Brockdorff 1943 an ihre Tochter geschrieben hatte. In der Gedenkstätte Deutscher Widerstand hat sie den Brief das erste Mal gelesen. „Hätte ich den Brief als Jugendliche bekommen [...] mein Leben wäre wirklich anders verlaufen. Aber es ist so wie es gelaufen ist, dass ich den Brief erst 63 Jahre danach bekommen habe.“ (Saskia von Brockdorff in dem Dokumentarfilm Die guten Feinde von Christian Weisenborn, 2017) Die Urteile gegen die 120 im Jahr 1942 verhafteten Widerständler, darunter Saskia von Brockdorffs Mutter, wurden erst 2009 aufgehoben. Saskia von Brockdorff begann sich mit dem Wirken der Roten Kapelle und dem Leben ihrer Mutter auseinanderzusetzen. Als Zeitzeugin hält sie Vorträge an Schulen.
Saskia von Brockdorff ist Thema in den Dokumentarfilmen Verräterkinder (2014) und Die guten Feinde (2017) von Christian Weisenborn. Der Deutschlandfunk Kultur widmete ihr Anfang Mai 2018 einen Beitrag. Im Museum Deutsches Auswandererhaus in Bremerhaven ist Saskia von Brockdorffs Lebensgeschichte dokumentiert. Es sind Fotos und persönliche Gegenstände, vor allem Unterlagen aus ihrer Zeit in Peru, zu sehen.

## Filme
- Saskia von Brockdorff bei IMDb
- Christian Weisenborn: Verräterkinder – Die Töchter und Söhne des Widerstands.[8] 2014
- Christian Weisenborn: Die guten Feinde. 2017